# Зимске параолимпијске игре 2026.
Зимске параолимпијске игре 2026 ( итал. Giochi paralimpici invernali del 2026 ), познатији као Милано-Кортина 2026, је међународна зимска мулти-спортска манифестација за спортисте са инвалидитетом, која ће се одржати у Милану и Кортини д'Ампецо, Италија, од 6. до 15. марта. Избори су одржани 24. јуна 2019. на 134. заседању МОК-а у Лозани, Швајцарска, где се налази седиште МОК-а. Милан-Кортина су изабрани за
домаћине, савладавши Стокхолм-Аре.
Ово ће бити треће Параолимпијске игре које се одржавају у Италији и обележиће 20. годишњицу Зимских параолимпијских игара 2006. у Торину.
Очекује се 79 догађаја у шест зимских параолимпијских спортова.

## Маркетинг

### Амблем
Тридесетог марта 2021., након јавног гласања између два кандидата који су дизајнирали Landor Associates, дизајн под називом „Футура“ је најављен као амблем Зимских олимпијских и параолимпијских игара 2026. Параолимпијска верзија је поново обојена црвеним, плавим и зеленим градијентом који симболизује аурору и боје параолимпијског амблема.

### Маскота
Завршено онлајн гласање 28. фебруара 2023. одржано је међу листом кандидата за одабир маскота Олимпијаде и Параолимпијских игара, при чему су победнички кандидати били инспирисани великим ласицама. Откривено је да су њихова имена Тина и Мило (изведена од имена градова домаћина), при чему је Мило, браон стот, био параолимпијска маскота. Лик је приказан као рођен без ноге и представља домишљатост, снагу воље и креативност.